# Love '91
「Love '91」（らぶ ないんてぃわん）は、1991年3月21日にリリースされたチェッカーズの25枚目のシングル。

## 解説
大土井裕二が表題曲の作曲を担ったのは1987年3月の「I Love you, SAYONARA」以来、実に4年振り（12作振り）である。

## 収録曲
1. Love '91
  - 作詞:藤井郁弥／作曲:大土井裕二／編曲:THE CHECKERS FAM.
2. チャイナタウン
  - 作詞:藤井郁弥／作曲:武内享／編曲:THE CHECKERS FAM.